# Pedro Castoldi
Pedro Castoldi (fl. XX secolo) è stato un calciatore argentino, di ruolo difensore.

## Caratteristiche tecniche
Giocava come difensore sinistro.

## Carriera

### Club
Castoldi giocò, nei primi anni 1920, con lo Sportivo Barracas: figurò nella rosa del club almeno dal 1922, anno in cui ottenne la convocazione in Nazionale. Nel 1926 giocò per due squadre: lo Sportivo Barracas in Copa Campeonato e il Talleres di Remedios de Escalada nella Primera División, grazie al regolamento delle federazioni argentine che permetteva di giocare nei due tornei. L'annata 1926 fu anche l'ultima di Castoldi in massima serie.

### Nazionale
Nel 1922 fu convocato per il Campeonato Sudamericano: in tale competizione esordì il 28 settembre contro il Cile a Rio de Janeiro, in quello che fu anche il suo debutto assoluto in Nazionale. Giocò poi contro l'Uruguay (8 ottobre) e Paraguay (18 ottobre). Nel 1922 giocò altre due gare, quelle di Copa Roca e Copa Lipton.

## Statistiche

### Cronologia presenze e reti in Nazionale
| Cronologia completa delle presenze e delle reti in nazionale ― Argentina | Cronologia completa delle presenze e delle reti in nazionale ― Argentina | Cronologia completa delle presenze e delle reti in nazionale ― Argentina | Cronologia completa delle presenze e delle reti in nazionale ― Argentina | Cronologia completa delle presenze e delle reti in nazionale ― Argentina | Cronologia completa delle presenze e delle reti in nazionale ― Argentina | Cronologia completa delle presenze e delle reti in nazionale ― Argentina | Cronologia completa delle presenze e delle reti in nazionale ― Argentina |
| Data                                                                     | Città                                                                    | In casa                                                                  | Risultato                                                                | Ospiti                                                                   | Competizione                                                             | Reti                                                                     | Note                                                                     |
| ------------------------------------------------------------------------ | ------------------------------------------------------------------------ | ------------------------------------------------------------------------ | ------------------------------------------------------------------------ | ------------------------------------------------------------------------ | ------------------------------------------------------------------------ | ------------------------------------------------------------------------ | ------------------------------------------------------------------------ |
| 28/09/1922                                                               | Rio de Janeiro                                                           | Argentina                                                                | 4 – 0                                                                    | Cile                                                                     | Campeonato Sudamericano de Football                                      | 0                                                                        |                                                                          |
| 08/10/1922                                                               | Rio de Janeiro                                                           | Argentina                                                                | 0 – 1                                                                    | Uruguay                                                                  | Campeonato Sudamericano de Football                                      | 0                                                                        |                                                                          |
| 18/10/1922                                                               | Rio de Janeiro                                                           | Argentina                                                                | 2 – 0                                                                    | Paraguay                                                                 | Campeonato Sudamericano de Football                                      | 0                                                                        |                                                                          |
| 22/10/1922                                                               | Rio de Janeiro                                                           | Brasile                                                                  | 1 – 2                                                                    | Argentina                                                                | Copa Roca                                                                | 0                                                                        |                                                                          |
| 12/12/1922                                                               | Montevideo                                                               | Uruguay                                                                  | 0 – 1                                                                    | Argentina                                                                | Copa Lipton                                                              | 0                                                                        |                                                                          |
| Totale                                                                   |                                                                          | Presenze                                                                 | 5                                                                        |                                                                          | Reti                                                                     | 0                                                                        |                                                                          |